# Zale edusa
Zale edusa är en fjärilsart som beskrevs av Dru Drury 1773. Zale edusa ingår i släktet Zale och familjen nattflyn. Inga underarter finns listade i Catalogue of Life.